# دوباره می‌بینمت (ترانه مایلی سایرس)
دوباره می‌بینمت (به انگلیسی: See You Again) یک آهنگ پاپ از مایلی سایرس خواننده آمریکایی است.